# Alexander Gregory Barmine
Alexander Gregory Barmine (en ruso: Александр Григорьевич Бармин o Aleksandr Grigórievich Barmín; 16 de agosto de 1899-25 de diciembre de 1987) fue un oficial del ejército soviético que huyó de las purgas en tiempos de Stalin. Después de instalarse en Francia se trasladó a los Estados Unidos, donde se alistó en el Ejército como soldado durante la Segunda Guerra Mundial, prestando servicio en la artillería antiaérea y más tarde en la Oficina de Servicios Estratégicos (Office of Strategic Services). Después de la guerra Barmine trabajó en la Voz de América, siendo presidente de los Estados Unidos Harry S. Truman. Más tarde se convirtió en asesor de asuntos soviéticos en la Agencia de Información de Estados Unidos (USIA).

## Biografía

### Carrera temprana
Nació en 1899 en Maguilov, gobernación de Maguilov, Imperio ruso, ahora Bielorrusia. En su juventud, participó en la guerra civil que siguió a la Revolución rusa. Enviado a la academia de oficiales del Ejército Rojo participó en varias batallas. A la edad de 22 años, alcanzó el rango de general de brigada en el Ejército Rojo. Después de asistir a la Escuela Estado Mayor fue asignado a la Oficina de Asuntos Exteriores soviética y al Comisariado de Comercio. Se casó con una viuda que tenía importantes contactos en el Partido Comunista, Olga Federovna, y los dos viajaron a Turkestán Soviético para trabajar en el aparato del partido. Allí ambos enfermaron gravemente de malaria. De regreso a Moscú la pareja tuvo dos hijos gemelos, pero su esposa murió en el parto.

### Gobierno soviético
Barmine estudió en Kiev y Moscú, en la Academia Militar Frunze (Военная академия им. М. В. Фрунзе) y en el Instituto de Lenguas Orientales. Como miembro del Departamento Central de Inteligencia del Ejército Rojo (GRU), Barmine fue designado en 1935 para trabajar en el extranjero bajo cobertura diplomática de la Oficina de Asuntos Exteriores del Comisariado (Ministerio) Soviético de Comercio, encubierto bajo varios títulos diplomáticos y comerciales. A finales de ese mismo año, Barmine se trasladó a Atenas, Grecia, para asumir un nombramiento como encargado de negocios de la embajada soviética en ese país.
Según escribe Barmine, la Gran Purga estalinista comenzó con el asesinato del líder del partido en Leningrado, Serguéi Kírov. Kírov era muy admirado por una buena parte de los miembros del Partido Comunista por su eficiencia como administrador del distrito de Leningrado y su capacidad de adoptar posiciones independiente frente a Stalin (Kírov dio órdenes de que los disidentes del partido en Leningrado no fueran perseguidos por la policía). Como resultado llamó la atención de Stalin. Contemplando la creciente popularidad de Kírov como una amenaza a su control del poder, Stalin ordenó a la policía secreta soviética, la NKVD, que organizara el asesinato de Kírov; la OGPU utilizó a un fanático (Leonid Nikoláev), con un historial de enfermo mental, para llevar a cabo la operación. El 1 de diciembre de 1934, Nikoláev disparó Kírov en el Instituto Smolny, en Leningrado. Después del funeral Stalin culpó del asesinato de Kírov a “elementos reaccionarios” dentro del Partido Comunista. Más tarde, en un acto de suprema ironía, Stalin culpó del crimen a los dirigentes de la oposición dentro del Partido, en la región de Leningrado, y a muchos otros funcionarios del partido, haciéndolos ejecutar sobre la base de que habían conspirado con el asesino para matar a Kírov. Con este acto comenzó la serie de procesos, asesinatos y desapariciones de militares y otros funcionarios soviéticos durante la llamada la Gran Purga, dirigida por Stalin.

Barmine había sido un protegido, compañero de trabajo, subordinado o confidente de muchos de los principales generales de la Unión Soviética, de diplomáticos y funcionarios del gobierno, casi todos los cuales fueron detenidos, encarcelados y ejecutados durante las purgas de Stalin de la década de 1930. Durante este tiempo, Barmine estuvo prestando servicios en el Ministerio de Relaciones Exteriores y permaneció a la legación soviética en Atenas, Grecia. Cuando los superiores inmediatos de Barmine en el cuerpo militar y diplomático comenzaron a desaparecer, o se anunció que habían sido detenidos y fusilados, Barmine empezó a temer que un destino similar le estuviera reservado a sí mismo.  En julio de 1937, después de descubrir a compañeros de trabajo revolviendo su escritorio y registrando su despacho en la oscuridad de la noche, recibió una carta de su hijo Borís, de catorce años de edad, en la que comunicaba a su padre que él, su hermano y la madre de Barmine se marchaban "muy, muy lejos, a bañarse en el mar." Borís también escribía:  
"Querido papá, nos leyeron en la escuela la sentencia dictada contra los espías trotskistas Tujachevski, Yakir, Kork, Uborévich y Feldman... ¿No fue Feldman el que solía hospedarse con nosotros en casa?"

Ese mismo mes Barmine recibió invitaciones reiteradas a cenar a bordo de un barco soviético, el Rudzutak, que de repente había atracado en El Pireo (el puerto de Atenas) sin haber anunciado previamente su llegada a la legación soviética. Barmine declinó una invitación para ir a bordo, pero accedió a cenar con el capitán en un restaurante local, donde este le insistió encarecidamente que volviera a casa. Constantemente seguido por agentes de la NKVD, Barmine decidió desertar a Occidente. Escribió en su libro “Soy un superviviente” (“One Who Survived”) que "si yo hubiera llegado a ser apresado como el resultado de alguna vil mentira... [mi familia] habría creído el comunicado oficial. Nadie se atrevería a hablar en mi favor y yo nunca habría podido defenderme a mí mismo. Habría perdido a mis hijos para siempre".

### Deserción
Barmine huyó de Atenas a París en 1937. Fue entonces cuando los agentes soviéticos asesinaron al exjefe del servicio de inteligencia soviético en Europa Occidental, Ignace Reiss. Más tarde se reveló que el NKVD soviético, bajo Nikolái Yezhov, gastó 300.000 francos franceses para llevar a cabo la operación.
En sus memorias, publicadas en 1952, Whittaker Chambers describe el impacto de las deserciones y (en la mayoría de los casos) los asesinatos de otros espías como él:
De repente, los revolucionarios con toda una vida de devoto trabajo tenían que salir huyendo como conejos, con la GPU pisándole los talones: Barmine de la legación soviética en Atenas, Raskolnikoff de la legación soviética en Sofía, Krivitski de Amsterdam, Reiss de Suiza. Reiss realmente no huyó. Valerosa y solitariamente envió su desafío a Stalin, sin contar con la ayuda de nadie: «asesino de los sótanos del Kremlin, por la presente devuelvo mis decoraciones y recupero mi libertad de acción». Pero el desafío no fue suficiente; la astucia es necesaria para luchar contra la astucia. Estaba predestinado que tarde o temprano la puerta de un vehículo de la GPU se abriría y el cuerpo del desafiante Reiss caería acribillado, como efectivamente sucedió poco después de su deserción. De los cuatro que he nombrado, únicamente Barmine ganó la partida a sus perseguidores. 

### Al servicio del gobierno americano
En la ciudad de Nueva York, Barmine solicitó asilo político y la ciudadanía como uno de los primeros desertores soviéticos de alto rango en Estados Unidos. En los tiempos previos a la formación de la Agencia Central de Inteligencia de Estados Unidos, Barmine no parece haber sido interrogado en absoluto por el gobierno de los Estados Unidos con respecto a su amplio conocimiento de los líderes y las políticas soviéticas.
En 1941, Barmine se integró en una unidad antiaérea del Ejército de Estados Unidos como soldado raso de 42 años de edad. En 1942 obtuvo la ciudadanía estadounidense. En 1943/44, Barmine trabajó para el Departamento de Servicios Estratégicos de los Estados Unidos, la agencia de guerra responsable de la inteligencia exterior y el sabotaje contra los países del Eje.
Tras un periodo en el que redactó artículos para diversas revistas, así como su segundo libro (1945), Barmine se unió a la Voz de América en 1948, prestando servicios durante dieciséis años como director de sus emisiones para Rusia. El 14 de diciembre de 1948, después de una entrevista con agentes del FBI (Federal Bureau of Investigation), Barmine reveló que Jānis Bērziņš, director del GRU soviético, le había informado, antes de su deserción en 1937, de que el profesor americano y antiguo director de la Oficina de Información de Guerra, Owen Lattimore, era un agente soviético. En 1952, Barmine testificó bajo juramento, ante un Subcomité del Senado para la Seguridad Interior (Comité McCarran) que había sido informado por el director del GRU soviético, Bērziņš, de que Lattimore era "uno de los nuestros".
En sus memorias Barmine relató cómo él y otros miembros del GRU soviético, se sorprendieron al enterarse del apoyo creciente que el comunismo soviético estaba obteniendo entre los intelectuales de las democracias occidentales, después del lanzamiento de la propaganda soviética del Quinto Plan Quinquenal, justo cuando él y otros comandantes habían empezado a perder las esperanzas en la revolución bolchevique. Esta revelación pronto puso en marcha una campaña masiva de espionaje y propaganda en todo el mundo, con especial énfasis en los países de gobiernos democráticos.
Entre 1964 y 1972, Barmine se desempeñó como asesor principal de asuntos soviéticos en la Agencia de Información de Estados Unidos. Barmine ganó tres premios por sus excepcionales servicios públicos mientras permaneció al servicio del gobierno federal.
En 1948, Barmine se casó con Edith Kermit Roosevelt, nieta del presidente Theodore Roosevelt; se divorciaron en 1952 y de su unión nació una hija: Margot Roosevelt. 

Murió a los 88 años, el 25 de diciembre de 1987, en Rockville, Maryland.

## Escritos
Barmine empezó a publicar escritos antiestalinistas y anticomunistas menos de un mes después de su deserción.  También publicó un breve estudio sobre los procesos de Moscú, con fecha 22 de diciembre de 1937, en una revista estadounidense de asuntos exteriores.
Publicó su primer libro sobre el terror de Stalin, “Memorias de un diplomático soviético" (“Memoirs of a soviet diplomat; twenty years in the service of the U.S.S.R.”), en 1938. 

Después de los asesinatos y muertes “accidentales” sospechosas de varios ciudadanos soviéticos exiliados en Europa Occidental, incluyendo el propio hijo de Trotski, Lev Sedov, él y una persona no identificada abandonaron Europa, con destino a los Estados Unidos, en 1940. La anciana madre de Barmine y sus dos hijos quedaron atrás, en la Unión Soviética; imposibilitado de sacarlos del país, nunca los volvió a ver.
Publicó un segundo libro, “One who survived, the life story of a Russian under the soviets”, en 1945. Allí escribió:
«Cuando trabajo en mi libro siento como si estuviera caminando por un cementerio. Todos mis amigos y compañeros en la vida han sido fusilados. Parece que se deba a alguna clase de error que yo esté vivo.»

Al hacer públicas sus revelaciones, Barmine sintió que su libro podría ayudar a frustrar el deseo inmediato de Stalin de silenciarlo. Tras la huida el gobierno soviético no hizo ningún comentario sobre las revelaciones de Barmine, aunque habían denunciado trabajos anteriores de otros autores soviéticos emigrados.
- "Russian View of the Moscow Trials"  en el “International Conciliation Journal” (febrero de 1938).
- “Memorias de un diplomático soviético: veinte años al servicio de la URSS” (“Memoirs of a Soviet Diplomat: Twenty Years in the Service of the USSR”  ) en 1938.
- “Soy un superviviente: La vida bajo el régimen soviético” (“One Who Survived: The Life Story of a Russian Under the Soviets”  , con una introducción de Max Eastman) en 1945.

## Advertencia
- Este artículo deriva de la traducción de Alexander Gregory Barmine de Wikipedia en inglés, publicada por sus editores bajo la Licencia de documentación libre de GNU y la Licencia Creative Commons Atribución-CompartirIgual 3.0 Unported.

- Datos: Q4078370